# Templeogue
Templeogue (irisch Teach Mealóg, dt.: „Haus von Sankt Melog“; oder irisch Teampal Óg, dt.: neue Kapelle) ist eine Vorstadt im Südwesten Dublins. Bis zur verwaltungstechnischen Neuordnung der Countys in der Republik Irland am 1. Januar 1994 gehörte Templeogue zum County Dublin, heute liegt es im County South Dublin. Das Gebiet wird im Süden vom Dodder und vom River Poddle im Norden begrenzt.

## Geschichte
Die Ursprünge des Dorfs Templeogue sind unbekannt. 1273 wurde hier eine Kirche errichtet. Es gehörte im 14. Jahrhundert der Harold-Familie und im 16. Jahrhundert der Talbot-Familie. Ab dem 17. Jahrhundert herrschte hier die Domvile-Familie.
Templeogue House wurde als Festes Haus um 1730 errichtet und um 1810 als zweigeschossiges Landhaus umgebaut. Von 1842 bis 1845 lebte hier der Romanautor Charles Lever.
Vor 1761 (vermutlich um 1740) wurde das dreigeschossige Cypress Grove House für William Cooper errichtet.
Die Erweiterung Dublins in den 1950 er und 1960er Jahre führten zur Eingemeindung von Templeogue. 1960 wurde die katholische St. Pius X.’s Church errichtet.

## Verkehr
Templeogue von Dublin Bus bedient. Im Westen von Templeogue verläuft die M50. Eingefasst wird das Gebiet durch die Regionalstraßen R112, R114, R137 und R817.

## Parks
Im Westen von Templeogue liegt der von der Poddle durchflossene Tymon Park mit zahlreichen Freizeitangeboten und Sportflächen. Im Süden befindet sich der Dodder Valley Park, der als natürliche Oase dient und Flächen wilder Natur bietet.

## Söhne und Töchter der Stadt
- Mary Beckett (1926–2013), Schriftstellerin
- Austin Clarke (1896–1974), Dichter
- Liam Cosgrave (1920–2017), Politiker (Fine Gael), Taoiseach
- W. T. Cosgrave (1880–1965), Politiker (Cumann na nGaedheal und Fine Gael), Erster Präsident des Exekutivrates des irischen Freistaates
- Larry Gogan (1938–2020), DJ und Radio- und Fernsehmoderator
- Hermann Görtz (1890–1947), Nazi-Spion
- John McCann (1905–1980), Dramatiker, Journalist und Politiker (Fianna Fáil), Lord Mayor of Dublin
- Mervyn Taylor (1931–2021), Politiker (Irish Labour Party), Arbeitsminister
- Ellen Walshe (* 2001), Schwimmerin

## Galerie

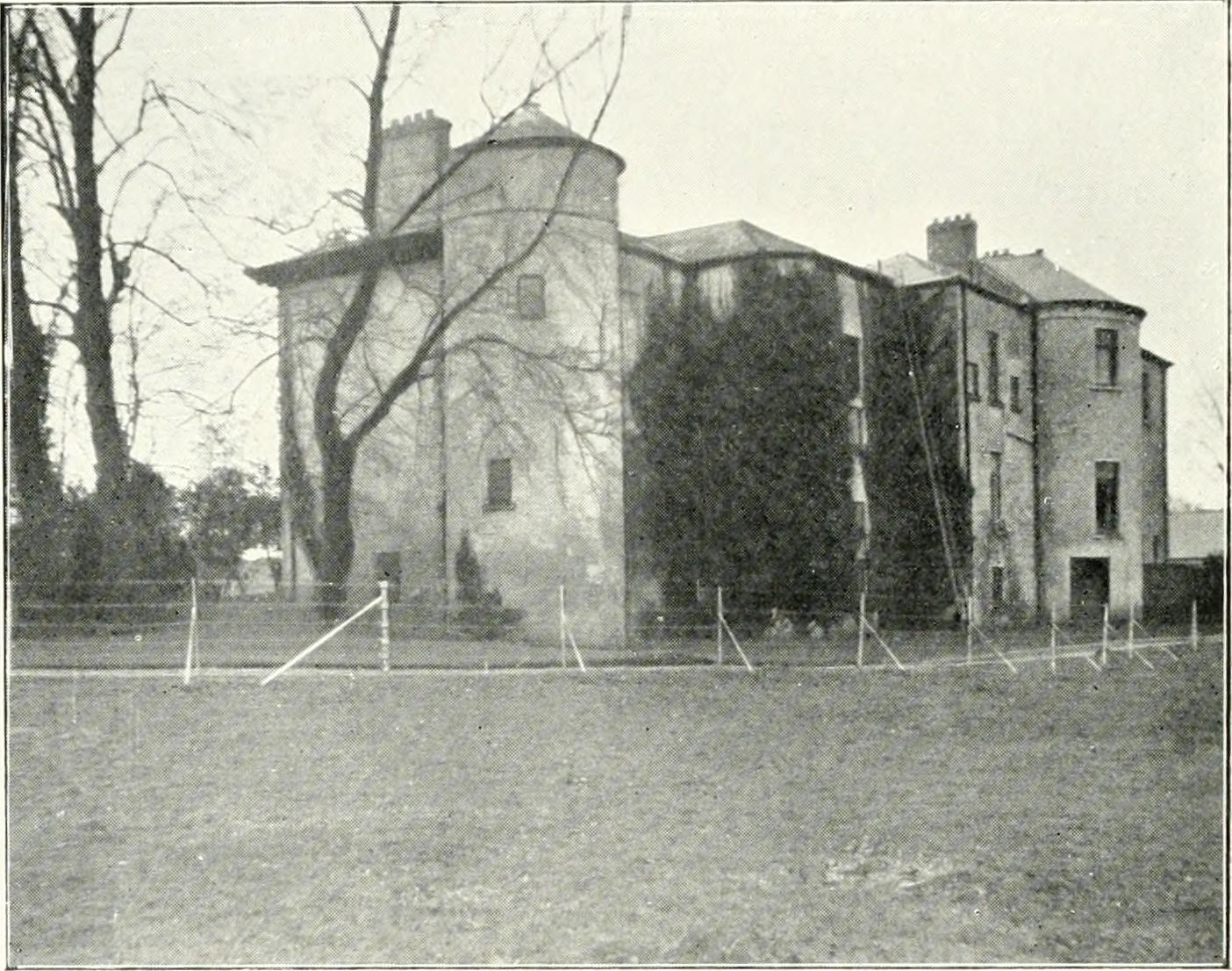
Templeogue House (1902)
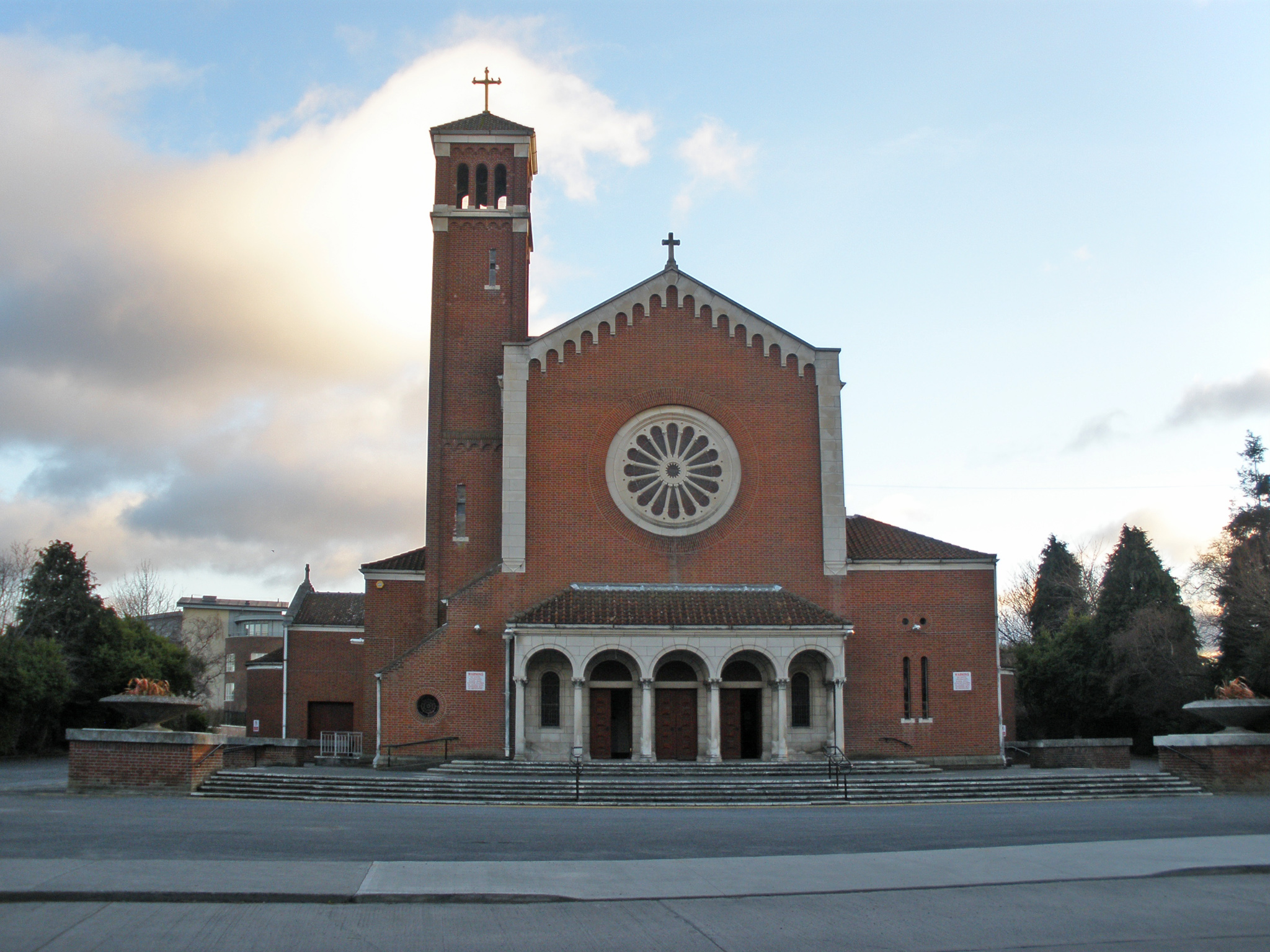
St. Pius X’s Church
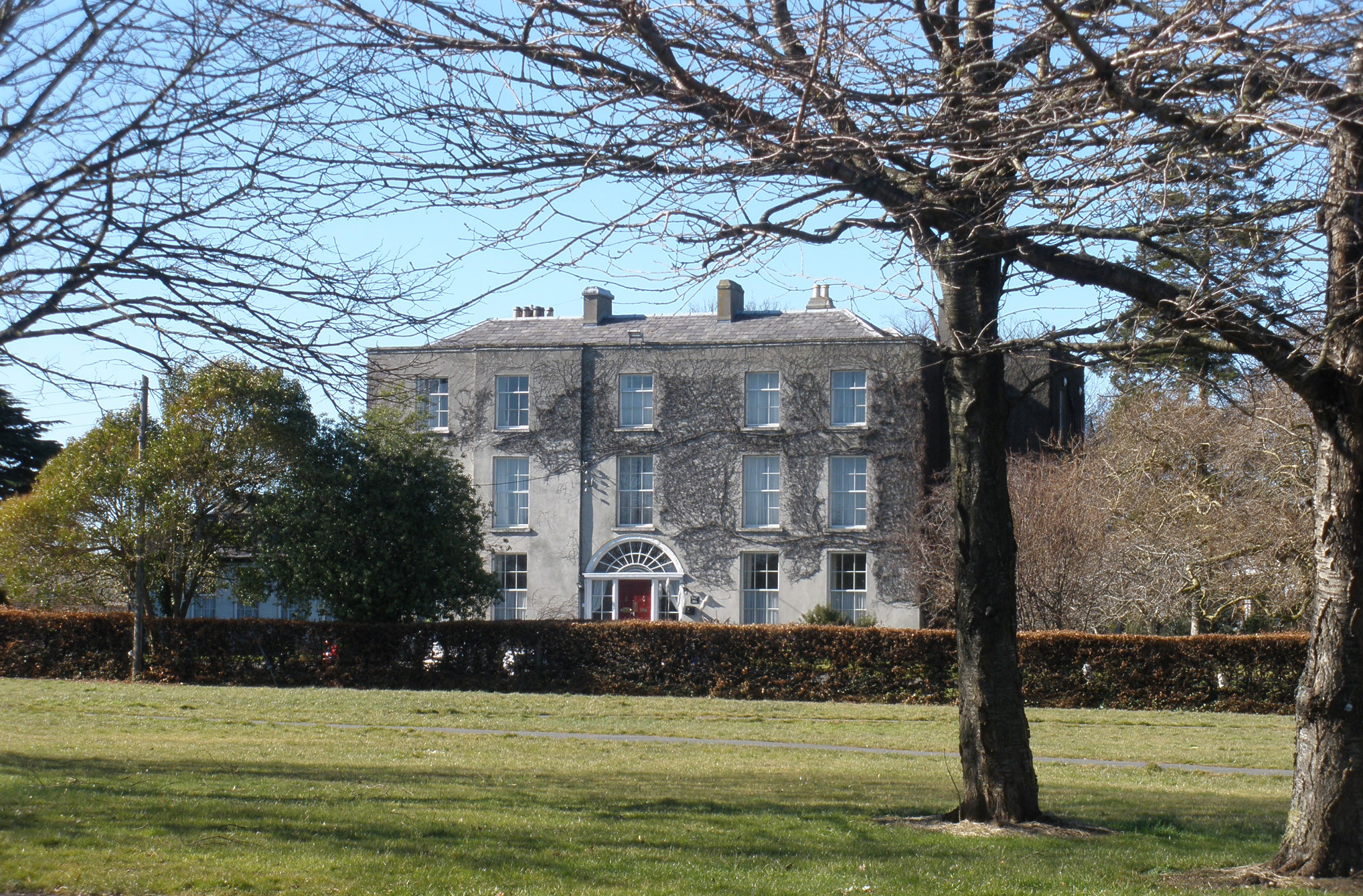
Cypress Grove House
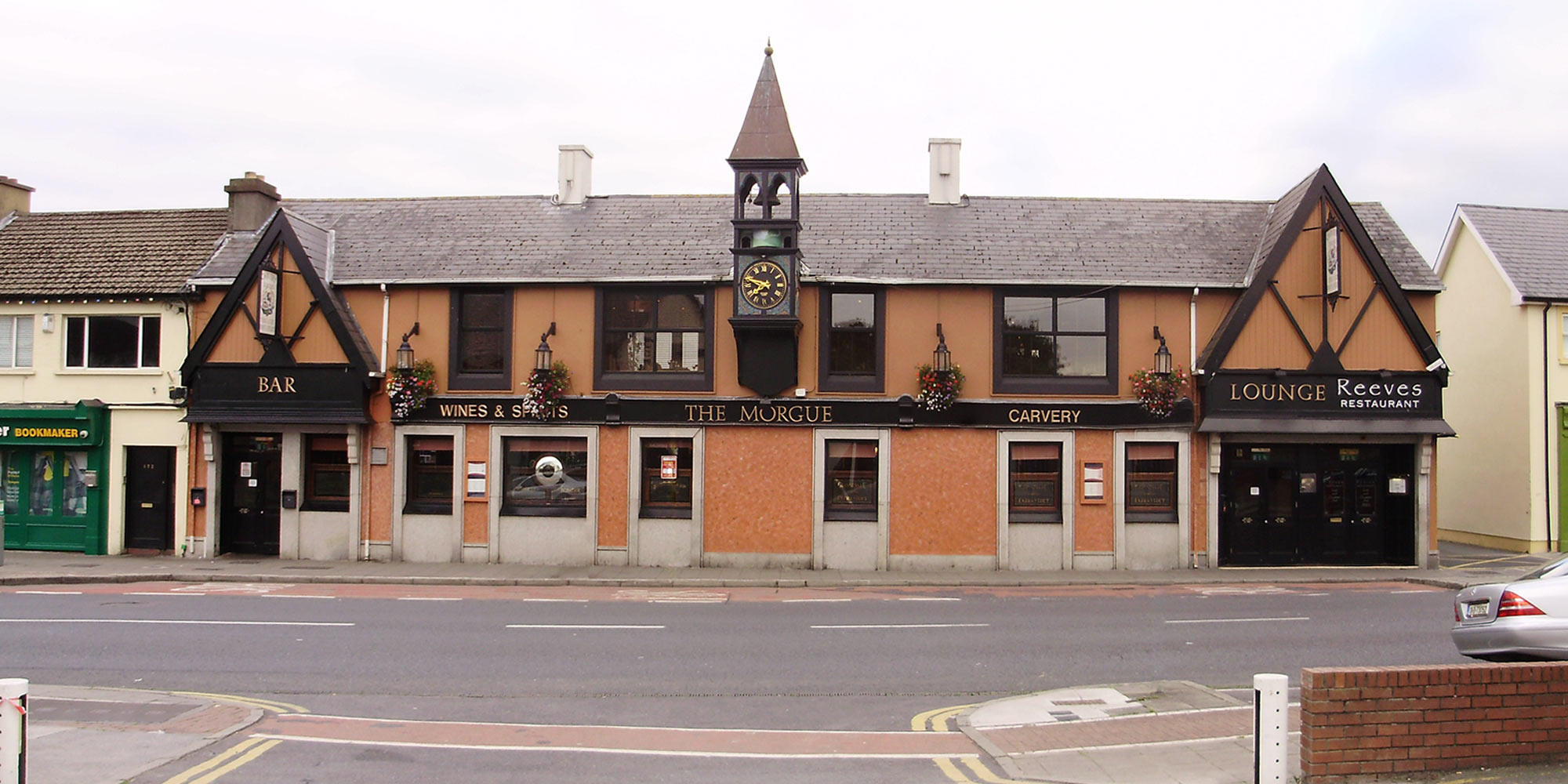
Das Templeogue Inn